# Prionocera subserricornis
Prionocera subserricornis är en tvåvingeart som först beskrevs av Zetterstedt 1851.  Prionocera subserricornis ingår i släktet Prionocera och familjen storharkrankar. Arten är reproducerande i Sverige. Inga underarter finns listade i Catalogue of Life.